# Jordan Jovkov
Jordan Jovkov (Žeravna, 1880 – Plovdiv, 1937) è stato uno scrittore bulgaro.
Jovkov (in lingua bulgara: Йордан Йовков), dapprima poeta e successivamente scrittore, si ispirò principalmente alla vita rurale della campagna bulgara e descrisse profondamente la psicologia dei soldati.
Nei suoi romanzi si soffermò sui conflitti generazionali e su quelli esistenti tra il vecchio mondo e i contadini.
Di notevole importanza furono anche i suoi drammi.

## Opere
- Zemljaci - Земляци, I contadini, 1918 (romanzo)
- Albena, Албена, 1930 (dramma)
- Milionerăt - Милионерът, Il milionario, 1930 (dramma)